# Myrmecaelurus lepidus
Myrmecaelurus lepidus is een insect uit de familie van de mierenleeuwen (Myrmeleontidae), die tot de orde netvleugeligen (Neuroptera) behoort. 
Myrmecaelurus lepidus is voor het eerst wetenschappelijk beschreven door Klug in Ehrenberg in 1834.